# Atti di Perpetua e Felicita
Gli Atti di Perpetua e Felicita (latino: Acta Perpetuae et Felicitatis; composto nel 203 circa) sono un resoconto di testimoni oculari della morte di Perpetua e Felicita (oltre ai loro compagni Saturo, Saturnino, Revocato e Secondino), due donne cristiane messe a morte a Cartagine il 7 marzo 203; parte dei racconti sono opera di Tertulliano, ma alcuni capitoli sono i diari di Perpetua stessa. Si tratterebbe di uno dei primi scritti realizzati da una donna nel mondo antico. Il testo presenta due temi inediti nel mondo classico: la reale condizione delle carceri e le necessità di una madre che deve allattare il bambino in tale luogo.
Di questi Atti si sono conservate due edizioni, una in latino e l'altra in greco.
Gli Atti, una delle pagine migliori dell'antica letteratura cristiana, sono composti da tre parti:
- i capitoli 3-10 sono tratti dai diari autografi di Perpetua;
- i capitoli 11 e 13 furono scritti da Saturo;
- restanti capitoli (1-2, 12, 14-21) furono composti da un terzo autore, testimone oculare dei fatti, che alcuni studiosi identificano con Tertulliano.[2]

Questa opera ebbe un tale successo che due secoli dopo i fatti Agostino d'Ippona volle avvertire i propri lettori di non avere per gli Atti la stessa considerazione che avevano per le scritture.
L'edizione in lingua latina fu scoperta da Luca Olstenio e pubblicata da Pierre Poussines nel 1663. Nel 1890 Rendel Harris scoprì un altro resoconto scritto in greco, che pubblicò in collaborazione con Seth Gifford.